# María Josefa Acevedo de Gómez
Pour les articles homonymes, voir Gomez.
María Josefa Acevedo de Gómez (née le 23 janvier 1803 à Bogota et morte le 19 janvier 1861 à Pasca) est une romancière colombienne.

## Biographie
María Josefa Acevedo de Gómez naît le 23 janvier 1803 à Bogota,. Son père est José Acevedo y Gómez, et elle vient d'une lignée de personnalités politiques depuis l'époque des conquistadors : sa mère est Catalina Sánchez de Tejada et Luis Vargas Tejada (es) est son cousin.
En 1817, son père est exécuté par des royalistes et sa mère et elle partent en exil, où elles vivent dans la misère. Elles retournent à Bogota en 1819.
En 1822, elle épouse l'avocat Diego Fernando Gómez, le cousin de son père, dont elle a deux enfants, Amelia et Rosa, en plus du fils de cinq ans de Gomez. Ce n'est pas un mariage d'amour, mais ils ressentent une estime mutuelle dans les premiers temps. Une fois la famille fondée, elle s'installe à El Chocho Hacienda, à Fusagasugá, pendant onze ans. Elle est également la tante des poètes Ernesto et Adolfo León Gómez, qu'elle recueille et éduque quand ils perdent leurs parents. Le couple s'entend très mal, et Gomez doit s'exiler pendant près de deux ans à Carthagène des Indes après avoir protesté contre la dictature de Simón Bolívar. En 1835, ils se séparent. Gomez obtient la garde de Rosa et paie une pension à Acevedo, qui déménage à Pasca.
Dans les années 1840, elle vit à Guaduas, où elle est institutrice dans une école pour filles. En 1845, elle voyage en Angleterre avec sa fille et son beau-fils.
Elle appartient au Costumbrismo, et écrit plusieurs manuels de vie domestique et de morale,. Elle est la première femme romancière de l'époque républicaine et la première civile à écrire sur l'histoire de la Colombie,. À partir de 1823, elle commence également à écrire de la poésie. Elle est aussi la première femme colombienne à écrire des pièces de théâtre, dont aucune ne subsiste. Elle publie son premier livre en 1844, puis en édite de nombreux dans la décennie suivante.
Elle meurt le 19 janvier 1861 à Pasca, quelques jours après avoir fini d'écrire son autobiographie.
Elle est la grand-mère d'Adolfo León Gómez (es).